# Petrova (Maramureș)
Petrova è un comune della Romania di 2 540 abitanti, ubicato nel distretto di Maramureș, nella regione storica della Transilvania. 
Il comune è situato nei pressi del confine con l'Ucraina, sulla riva sinistra del fiume Vișeu.